# Station Julius-Leber-Brücke
Julius-Leber-Brücke is een onder de gelijknamige brug gelegen S-Bahnstation in het Berlijnse stadsdeel Schöneberg. Het station ligt aan de Wannseebahn en werd in zijn huidige vorm geopend op 2 mei 2008. Op dezelfde locatie bevond zich tot in de Tweede Wereldoorlog echter een station met de naam Kolonnenstraße.